# BGM-109 Tomahawk
Der BGM-109 Tomahawk ist ein Marschflugkörper aus den Vereinigten Staaten, der primär von Schiffen und U-Booten gestartet wird. Ursprünglich wurde der Marschflugkörper BGM-109 genannt. Die Bezeichnung änderte sich 1986 in RGM-109 (für den Start von Schiffen) und UGM-109 (für den Start von U-Booten).

## Entwicklung

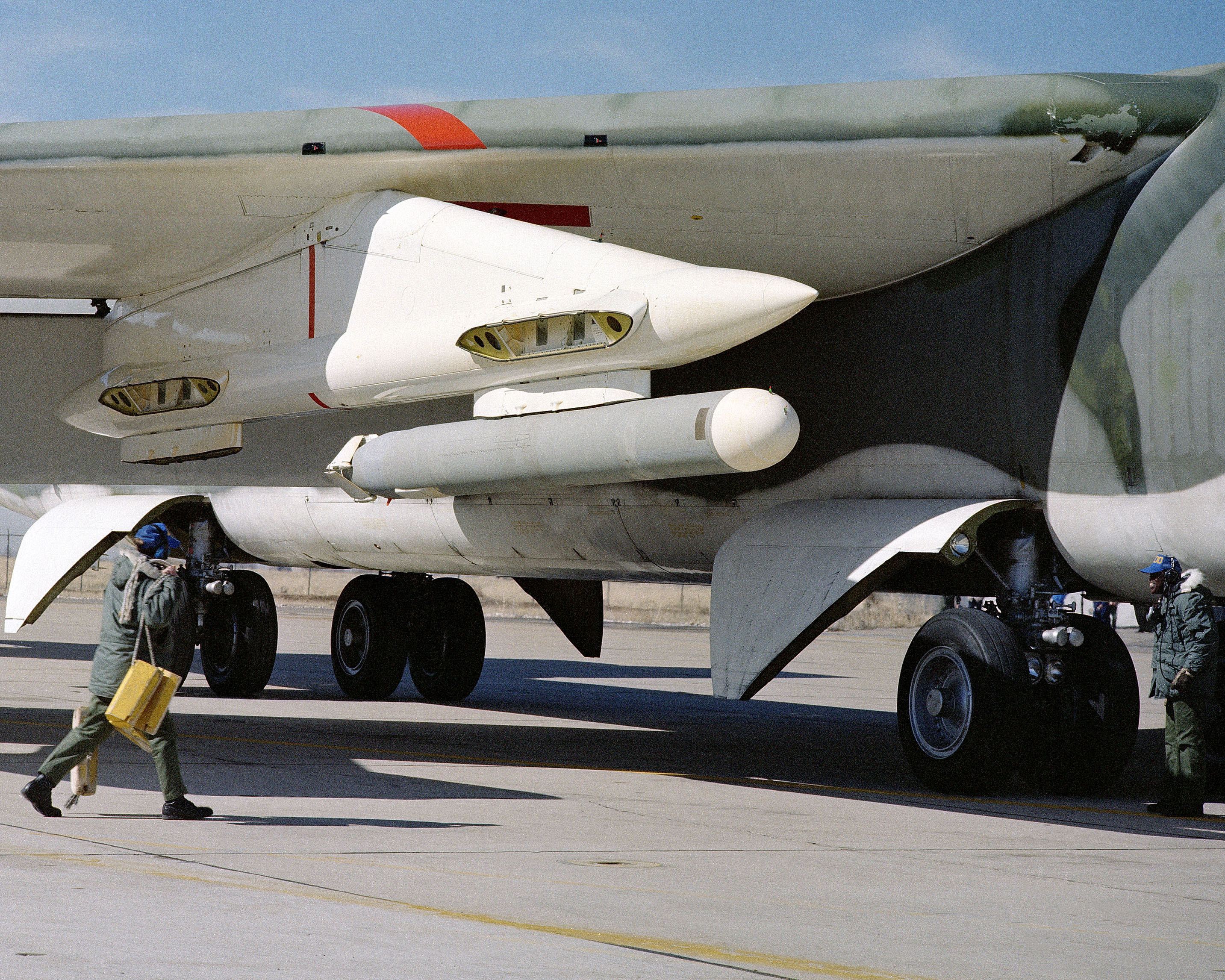
AGM-109 Tomahawk an einer Außenlaststation einer B-52 (1980)

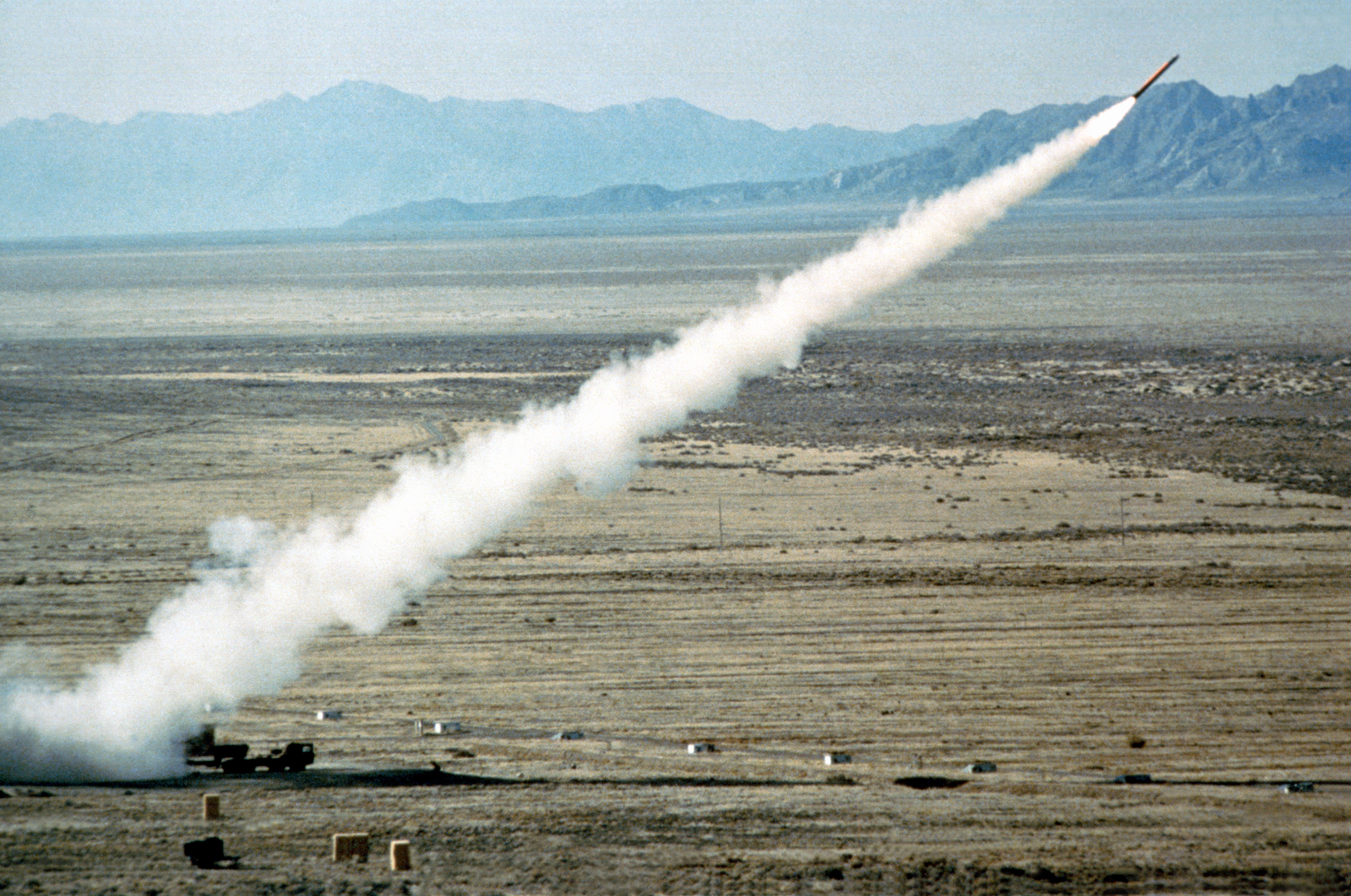
Ein startender BGM-109G Gryphon Marschflugkörper (1983)

Im Jahr 1971 startete die United States Navy ein Programm zur Entwicklung von Marschflugkörpern und Seezielflugkörpern. Dabei griffen sie auf die Konzepte des Submarine Tactical Antiship Weapons System (STAWS) sowie Strategic Cruise Missile (SCM) zurück, welche das Naval Air Systems Command in den späten 1960er-Jahren entwickelt hatte. Im Juni 1972 fiel die Wahl auf einen Flugkörper, der aus den 533-mm-Standardtorpedorohren von U-Booten gestartet werden konnte. Im Zuge des START-Abrüstungsabkommen zeigte auch das Verteidigungsministerium und der Kongress Interesse an dem Programm. Das Abrüstungsabkommen beschränkte die Anzahl der nuklearen Ballistischen Raketen auf U-Booten, nicht aber die der Marschflugkörper, welche als bedeutungslos angesehen wurden. Daraufhin wurde dem Programm vom Kabinett Nixon eine hohe Priorität sowie mehr Finanzmittel zugesprochen. Danach startete die United States Navy im November 1972 eine Ausschreibung für die Entwicklung eines U-Boot-gestützten Marschflugkörpers mit Nukleargefechtskopf sowie für einen Seezielflugkörper. Da der Marschflugkörper auch von Schiffen aus gestartet werden sollte, bekam das Programm nun die Bezeichnung Sea-launched cruise missile (SLCM). Insgesamt gaben zehn Rüstungsunternehmen ihre Entwürfe ab, von deren zwei ab 1974 evaluiert und getestet wurden. Im Februar 1976 wurde das Modell ZBGM-109 von General Dynamics zum Sieger des Wettbewerbs erklärt. Der erste Testflug eines Tomahawks fand am 28. März 1976 und der erste gelenkte Flug am 6. Juni 1976 statt. Ab 1977 wurde die fahrzeuggebundene Ausführung BGM-109G Gryphon für die United States Air Force entwickelt, welche 1984 einsatzbereit war. Weiter wurde 1977 die luftgestützte Ausführung AGM-109 Tomahawk für eine Ausschreibung des Strategic Air Command entwickelt. Diese wurde aber zu Gunsten der AGM-86 ALCM gestrichen. Der erste erfolgreiche Start eines Tomahawks von einem getauchten U-Boot aus gelang am 21. Februar 1978. Der erste Start eines Tomahawks auf einem Schiff gelang am 19. März 1980. Die Integrationstests sowie die Truppenerprobung begannen 1981 und im März 1983 war der BGM-109 Tomahawk operationell. Danach wurden die Tomahawks weiterentwickelt und es entstand eine ganze Familie von Marschflugkörpern. Die zweite Tomahawk-Serie wurde zwischen 1992 und 1994 bei McDonnell Douglas produziert. Nachdem die Lenkflugkörper-Sparte von General Dynamics an Hughes Aircraft veräußert worden war, wurden die Tomahawks ab 1994 dort produziert. Im Jahr 1997 wurde Hughes von Raytheon übernommen. Seitdem 2020 Raytheon in die RTX Corporation aufgegangen ist, werden die Tomahawks dort produziert und weiterentwickelt. Bis Ende 2004 wurden über 4.000 Tomahawks produziert.

## Technik
Die RGM/UGM-109 Tomahawk sind seebasierte Marschflugkörper zur Bekämpfung von stationären Landzielen. Weiter wurde die Ausführung BGM-109G Gryphon für den Einsatz ab Sattelzügen, die AGM-109 für den Start ab Flugzeugen sowie Seezielflugkörper entwickelt. Aktuell existieren primär zwei Varianten Tomahawk-Marschflugkörpers: die Version RGM-109 für den Start ab Kriegsschiffen und die UGM-109 für den Start ab U-Booten. Der Start der RGM-109 erfolgte anfänglich aus dem Mk 44/143 Armored Box Launcher und später mit dem Mk 41 Vertical Launching System. Die Ausführung UGM-109 wird aus den 533-mm-Torpedorohren von U-Booten oder aus der Mk 45-Senkrechtstartanlage für Flugkörper der Boote gestartet. Die Tomahawks werden aus dem Herstellerwerk in versiegelten Behältern ausgeliefert. Die Behälter sind mit Stickstoff befüllt, womit der Marschflugkörper für 2½ Jahre einsatzbereit gehalten werden kann. Für die RGM-109 wird ein Behälter aus Glasfaserverstärktem Kunststoff und für die UGM-109 ein solcher aus nichtrostendem Stahl verwendet. Letzterer hat einen Außendurchmesser von 533 mm und wiegt beladen rund 1.900 kg.

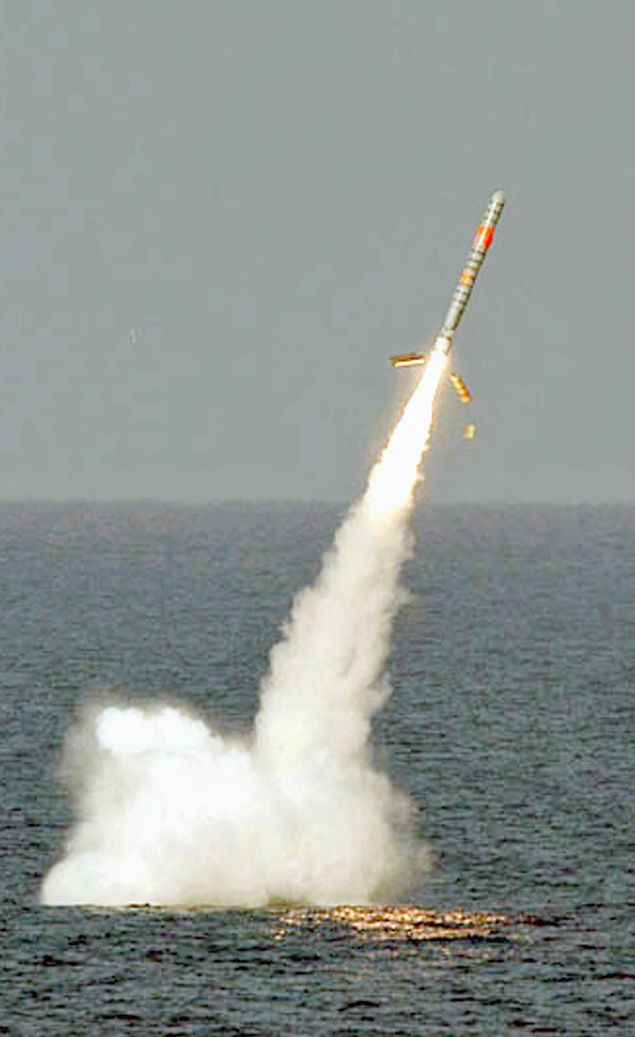
Start einer Tomahawk von Bord des U-Boots USS Florida

Der Tomahawk-Marschflugkörper hat einen 5,56 m langen Rumpf mit einem kreisrunden Querschnitt mit 518 mm Durchmesser. Der Rumpf besteht aus Stahl, Aluminium sowie Kunststoffen und ist in mehrere Sektionen aufgeteilt: hinter der abgerundeten Rumpfspitze befindet sich das Navigationssystem und die Elektronik. Darin ist das Inertiale Navigationssystem, ein barometrischer Höhenmesser sowie der Radarhöhenmesser für das TERCOM-System verbaut. Bei neueren Versionen kommt ein DSMAC-System, ein Mehrkanal-GPS-Empfänger sowie ein 2-Weg-Datenlink hinzu. Dahinter folgt das Fach für den Gefechtskopf. Dieser kann aus einem Nukleargefechtskopf, Splittergefechtskopf oder Streumunition bestehen. Hinter diesem Fach befindet sich der Haupttreibstofftank für den Kraftstoff. Anfänglich wurde Kraftstoff vom Typ JP-4 verwendet, der später durch JP-10 ersetzt wurde. In dem Tank ist ein Fach für die Tragflächen eingelassen. Sie entfalteten sich erst nach dem Start und haben dann eine Pfeilung von rund 8°. Im hinteren Rumpfdrittel ist der ausklappbare Lufteinlass platziert. Im Heck ist das Turbofantriebwerk verbaut. Anfänglich wurde ein F107-WR-400-Triebwerk von Williams International verwendet. Bei neueren Ausführungen wird ein F107-WR-402 bzw. ein F415-WR-402-Triebwerk verwendet. Weiter sind im Heck eine Thermalbatterie, die Aktuatoren sowie das Steuersystem für die Steuerflächen untergebracht. Daneben befinden sich am Heck vier trapezförmige Steuerflächen, welche nach dem Start ausgeklappt werden. Am Flugkörperheck ist bei der Ausführung RGM-109 ein MK 106-Feststoffbooster angesetzt. Bei der Ausführung UGM-109 kommt der MK 111-Feststoffbooster zur Anwendung. Beide Booster verfügen über eine Schubvektorsteuerung, haben eine Länge von 69 cm und wiegen rund 270 kg.

## Einsatzkonzept

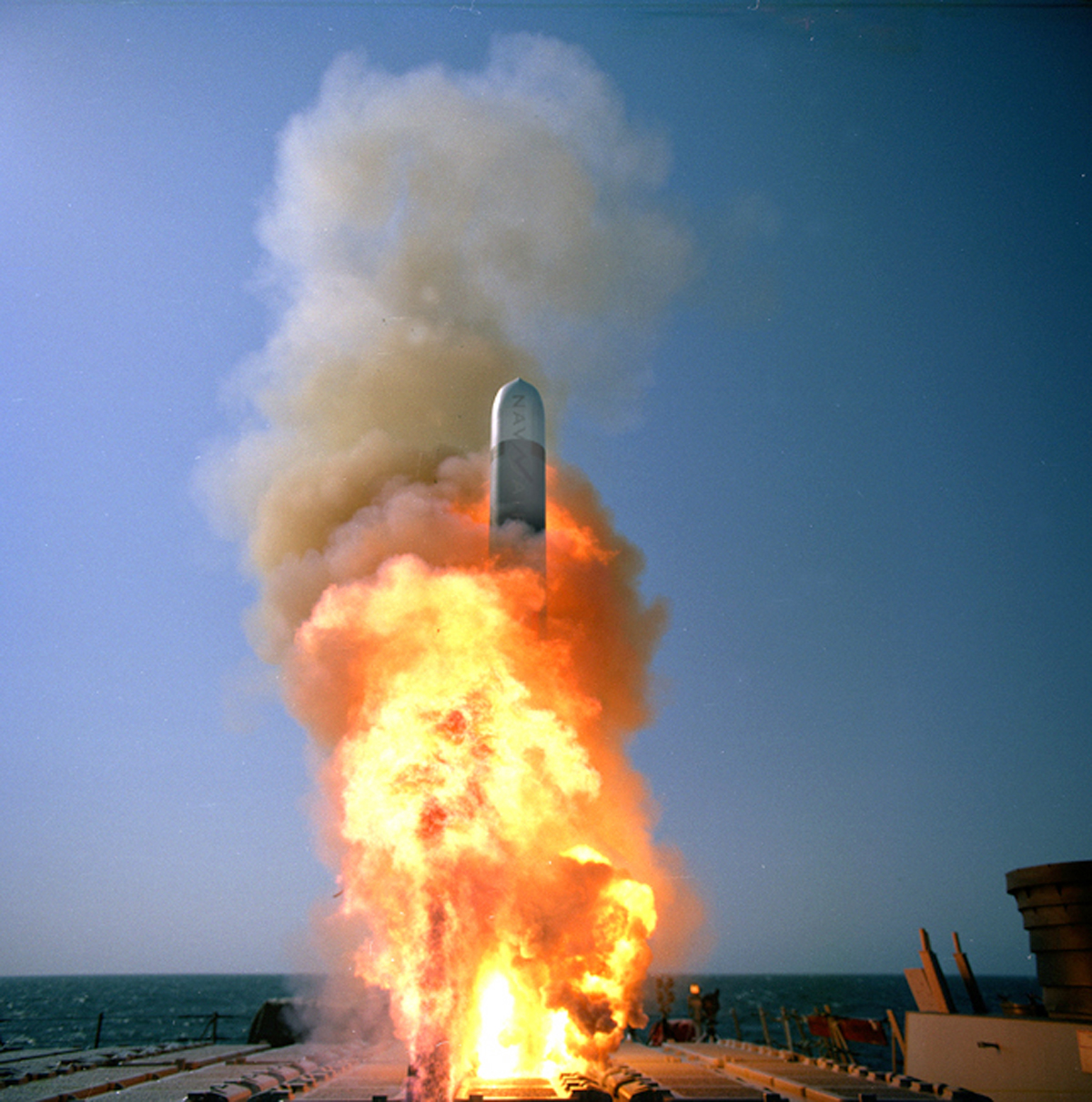
Start einer Tactical Tomahawk von der Stethem

Während des Kalten Krieges waren die Tomahawk Block I-Marschflugkörper mit Nukleargefechtsköpfen sowohl für einen nuklearen Erstschlag wie auch für einen Zweitschlag vorgesehen. Mit diesen Marschflugkörpern konnten strategischen Ziele wie Militärflugplätze, Marinestützpunkte, Raketensilos und unterirdische Kommandoposten wie auch militärische Depots bekämpft werden. Die modernen Tomahawks mit konventionellen Gefechtsköpfen gehören inzwischen zu jenen US-amerikanischen und britischen Waffensystemen, die in kriegerischen Konflikten mit als erstes eingesetzt werden. Sie übernehmen dabei z. T. die Aufgaben bemannter Bomber ohne das Risiko, Piloten oder Flugzeuge zu gefährden. Die Tomahawks können tief in gegnerisches Territorium eindringen und dabei Bunker, Radaranlagen, Flugplätze sowie Kommandoposten zerstören oder die feindliche Infrastruktur schwächen.
Vor dem Tomahawk-Start wird zuerst die aktuelle Position des Schiffes oder U-Bootes ermittelt und mit dem Waffenkontrollsystem in das Navigationssystem des Marschflugkörpers eingegeben. Weiter werden die Zielkoordinaten sowie die Flugroute in das Navigationssystem einprogrammiert. Ebenso muss auch das nötige digitale Radar-Kartenmaterial gespeichert werden. Für den Start von einem U-Boot wird der Behälter mit dem Marschflugkörper in ein 533-mm-Torpedorohr geschoben oder der Behälter befindet sich in der Mk 45-Senkrechtstartanlage für Flugkörper des U-Bootes. Beim Start wird der Marschflugkörper aus dem Behälter ausgestoßen und bleibt mit einer Reißleine mit diesem verbunden. Nachdem der Marschflugkörper sich 9 m durch das Wasser bewegt hat, ist die Reißleine gespannt und der MK 111-Feststoffbooster zündet. Dieser treibt den Marschflugkörper mit rund 23 m/s, in einem steilen Winkel an die Wasseroberfläche. Nach dem Durchstoßen der Wasseroberfläche wird die Abdeckung zwischen Booster und Rumpf abgeworfen, so dass sich die Steuerflächen entfalten können. Danach wird der Lufteinlass ausgeklappt und die Tragflächen entfalten sich. Die Rumpf-Schlitze für die Tragflächen werden durch Klappen verschlossen. Der Marschflugkörper hat nun eine Höhe von 335–400 m erreicht. Jetzt wird der ausgebrannte Feststoffbooster abgeworfen und das Turbofan-Marschtriebwerk zündet. Der Marschflugkörper sinkt nun auf die Marschflughöhe.
Beim Start ab Kriegsschiffen wird der Marschflugkörper durch die Zündung des MK 106-Feststoffboosters aus dem Behälter gestartet. Der Booster entwickelt eine Schubkraft von 26,7 kN und hat eine Brenndauer von 12 Sekunden. Der Booster befördert den Marschflugkörper auf einer Wurfparabel auf die optimale Höhe für die Marschflugphase. Dabei entfalten sich die Steuer- und Tragflächen und der Lufteinlass wird ausgeklappt. Nach dem Ausbrennen des Boosters wird dieser abgeworfen und das Turbofan-Marschtriebwerk zündet. Der Marschflug erfolgt in der Regel im Tiefflug, in einer Höhe von unter 200 m. Sollen Gebirge überflogen werden, muss die Marschflughöhe aber entsprechend höher liegen. Über flachem Terrain kann die Flughöhe zwischen 30 und 90 m liegen. Hindernissen kann der Flugkörper mit dem Radarhöhenmesser selbständig ausweichen. Die Marschgeschwindigkeit liegt bei rund 878 km/h. Die niedrige Flughöhe, der kleine Radarquerschnitt und die geringe Infrarot-Signatur des Triebwerkes erschweren eine Ortung und Bekämpfung.

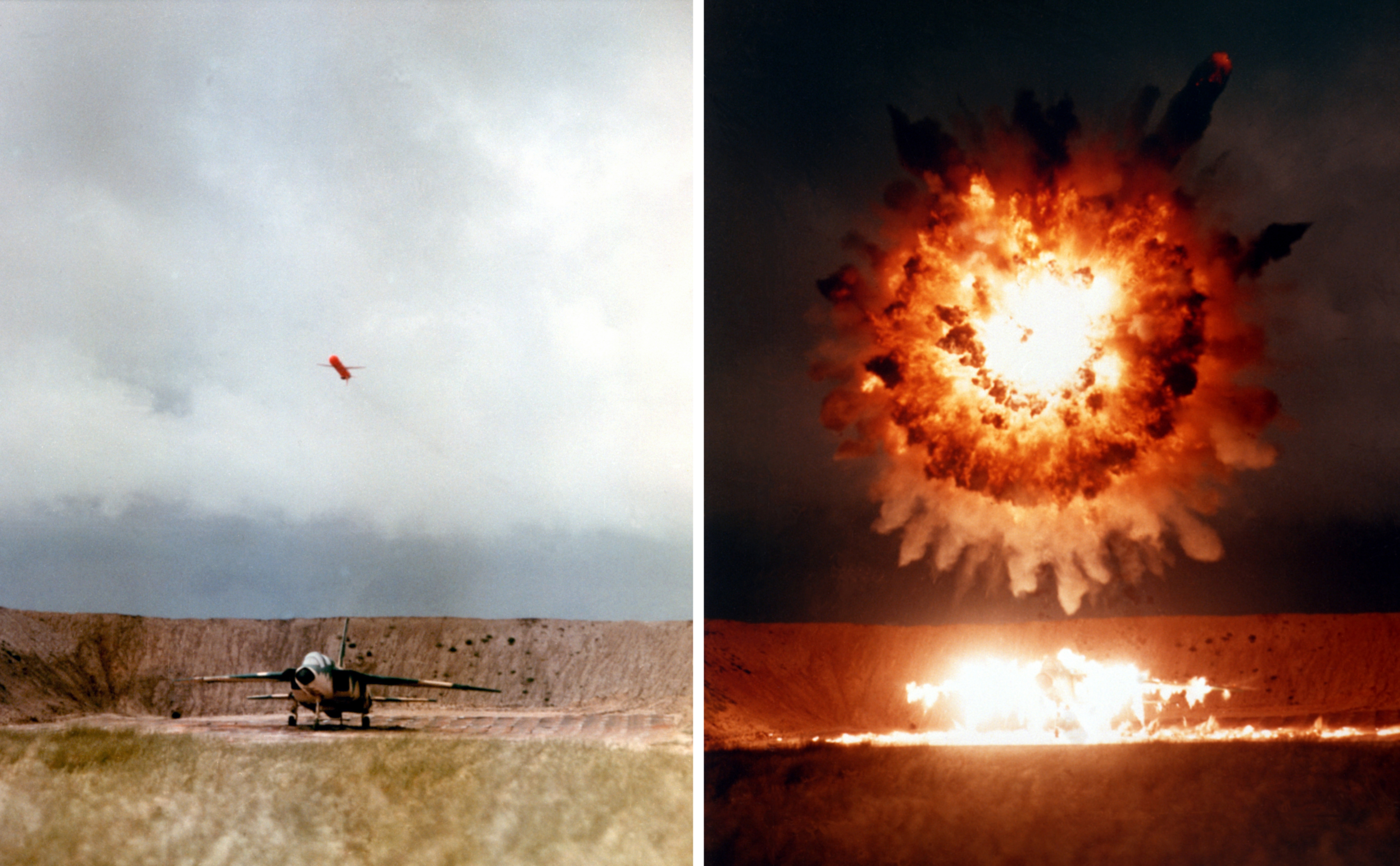
Luftdetonation einer RGM/UGM-109 Tomahawk über einem Testziel, 1986

Die erste Ausführung Tomahawk Block I verwendete für die Lenkung während des Marschflugs eine Trägheitsnavigationsplattform. Da das Trägheitsnavigationssystem pro Flugstunde eine Abweichung von mehreren 100 m generierte, flog der Marschflugkörper auf seiner Flugroute nacheinander verschiedene Wegpunkte ab, die zur Kurskorrektur verwendet wurden. Beim Überfliegen der Wegpunkte vermass das TERCOM-System die zuvor eingespeicherten Höhenprofile des überflogenen Gebietes und verglich sie mit den eingespeicherten Höhenprofilen des Soll-Flugpfades. Durch eine Vergleichsrechnung zwischen Soll- und vermessener Position wurde dann eine Kurskorrektur errechnet. Für den Zielanflug kam wiederum das TERCOM-System zur Anwendung. Beim Überfliegen der Höhenprofile des Zielgebiets lenkte das TERCOM-System den Marschflugkörper auf den Zielpunkt, der als digitaler Matrix-Punkt gespeichert war. Dabei betrug der Streukreisradius (CEP) 60–80 m. Der Nukleargefechtskopf wurde in geringer Höhe über dem Zielpunkt gezündet. Bei der konventionellen Variante Tomahawk Block II wird beim Zielanflug ein optisches DSMAC-System zugeschaltet. Dieses sucht im Zielgebiet anhand einer zuvor eingespeicherten digitalen Bilddatei nach bekannten Kontrastpunkten, deren Position im Verhältnis zum Zielpunkt bekannt sind. Durch eine Vergleichsrechnung zwischen Soll- und vermessener Position wird dann eine Kurskorrektur errechnet. Es wird ein Streukreisradius (CEP) von 10–15 m erzielt. Die Variante Tomahawk Block III wird beim Marschflug durch einen GPS-Empfänger der 1. Generation unterstützt. Der Streukreisradius (CEP) soll rund 10 m betragen. Ab der Variante Tomahawk Block IV wird neben dem Trägheitsnavigationssystem ein Mehrkanal-GPS-Empfänger verwendet, so dass kein TERCOM-System mehr zur Kurskorrektur benötigt wird. Der Zielanflug erfolgt unterstützt durch GPS mit dem DSMAC-System. Daneben kann das Ziel auch mit reiner GPS-Lenkung angeflogen werden. Es wird ein Streukreisradius (CEP) von 5–10 m erzielt.

## Varianten

### RGM/UGM-109A Tomahawk Block I
Ursprünglich wurde diese Ausführung BGM-109A bezeichnet. Im Jahr 1986 wurde die Bezeichnung in RGM/UGM-109A Tomahawk Block I bzw. in TLAM-N (Tactical Land Attack Missile-Nuclear) geändert. Diese erste Ausführung des Tomahawk-Marschflugkörpers war 1983 einsatzbereit. Bis zum Produktionsende im Jahr 1985 wurden 637 TLAM-N produziert. Als Gefechtskopf wurde der W80-0-Nukleargefechtskopf mit einer selektierbaren Sprengleistung von 5–150 kT verwendet. Der Marschflugkörper wog 1180 kg (ohne Booster) und 1450 kg (mit Booster). Angetrieben wurde er von einem F107-WR-400-Turbofan mit einer Schubkraft von 2,7 kN. Die Steuerung erfolgte mit dem P-1000-INS sowie dem AN/DPW-23 TERCOM-System. Verwendet wurde ein Digitaler Signalprozessor vom Typ LC 4516A, der über zwei Kernspeicher mit je 16 KByte verfügte. Die maximale Reichweite betrug rund 2500 km und es wurde ein Streukreisradius (CEP) von 60–80 m erzielt. Mitte der 1980er-Jahre wurden 32 TLAM-N versuchsweise zur Ausführung Tomahawk Block II umgebaut. Im Jahr 1991 beschloss das Kabinett George W. Bush die Außerdienststellung des TLAM-N und bis zum Jahr 2013 wurden alle TLAM-N ausgemustert. Nach der Ausmusterung wurde eine Anzahl der Rümpfe für den Bau der Tomahawk Block II verwendet und der Rest wurde verschrottet. Die W80-0-Nukleargefechtsköpfe wurden eingelagert. Alle späteren Tomahawk-Varianten wurden nie für den Einsatz mit nuklearen Gefechtsköpfen zertifiziert und können daher auch nicht mit ihnen ausgestattet werden.

### RGM/UGM-109B Tomahawk Block I
Ursprünglich wurde diese Ausführung BGM-109B bezeichnet. Im Jahr 1986 wurde die Bezeichnung in RGM/UGM-109B Tomahawk Block I bzw. in TASM (Tactical Anti Ship Missile) geändert. Diese Ausführung war ein Seezielflugkörper und war 1985 einsatzbereit. Anstelle des TERCOM-Systems war in der Rumpfspitze ein aktiver Radarsuchkopf vom Typ AN/DSQ-28 verbaut der im J-Band arbeitete. Als Gefechtskopf wurde der panzerbrechende Splittergefechtskopf WDU-25/B mit einem Gewicht von 454 kg verwendet. Die Reichweite des TASM lag bei rund 460 km. Insgesamt wurden 593 TASM hergestellt. Alle TASM wurde im Jahr 1994 ausgemustert. Nach der Außerdienststellung wurden die Rümpfe eingelagert und später für den Bau der Tomahawk Block IV verwendet.

### RGM/UGM-109C Tomahawk Block II
Ursprünglich wurde diese Ausführung BGM-109C bezeichnet. Im Jahr 1986 wurde die Bezeichnung in RGM/UGM-109C Tomahawk Block II bzw. in TLAM-C (Tactical Land Attack Missile-Conventional) geändert. Der TLAM-C-Marschflugkörper wurde 1986 bei der United States Navy eingeführt. Diese Ausführung basiert auf dem RGM/UGM-109A Tomahawk Block I, ist aber anstelle des Nukleargefechtskopfes mit einem panzerbrechenden Splittergefechtskopf WDU-25/B mit einem Gewicht von 454 kg bestückt. Zusätzlich zum TERCOM-System wurde ein optisches AN/DXQ-1-DSMAC-System verbaut, welches für den Zielanflug verwendet wird. Zur Anwendung kommt ein Digitaler Signalprozessor vom Typ LC 4516C, der über zwei Kernspeicher mit je 32 KByte verfügt sowie ein Solid-State-Drive mit 128 KByte. Das DSMAC-System verwendet einen CCD-Sensor mit einem 18-mm-Restlichtverstärker für den Einsatz bei Nacht oder schlechtem Wetter, die durch ein Xenon-Blitzlicht ergänzt werden. Weiter wurde das Navigationssystem verbessert. Der Marschflugkörper wiegt 1310 kg (ohne Booster) und 1590 kg (mit Booster). Angetrieben wird er von einem F107-WR-402-Turbofan mit 3,1 kN Schubkraft. Die maximale Reichweite beträgt rund 1250 km und es wird ein Streukreisradius (CEP) von 10–15 m erzielt. Insgesamt wurden 1937 TLAM-C produziert welche später zur Ausführung Tomahawk Block III umgebaut wurden.

### RGM/UGM-109C Tomahawk Block IIA
Bei dieser Version handelt es sich um nachgerüstete RGM/UGM-109C Tomahawk Block II-Marschflugkörper. Diese erhielten eine neue Software und einen neuen Zünder. Die Nachrüstung erfolgte Ende der 1980er-Jahre. Der Tomahawk Block IIA kann ein Ziel im Sturzflug anfliegen oder seitlich im Ziel einschlagen. Weiter kann der Gefechtskopf auch beim Überfliegen des Zieles im Tiefflug gezündet werden. Alle Tomahawk Block IIA wurden später zur Ausführung Tomahawk Block III umgebaut.

### RGM/UGM-109C Tomahawk Block III
Bei dieser Version handelt es sich um nachgerüstete RGM/UGM-109C Tomahawk Block II-Marschflugkörper. Die Nachrüstung erfolgte bei McDonnell Douglas und der Block III-Marschflugkörper war 1993 einsatzbereit. Die Nachrüstung beinhaltet u. a. das verbesserte AN/DXQ-2A-DSMAC-System. Verwendet wird ein digitaler Computer der über zwei Kernspeicher mit je 64 KByte verfügt sowie ein Solid-State-Drive mit 256 KByte. Zusätzlich wurde an das Navigationssystem ein störungssicherer GPS-Empfänger der 1. Generation angeschlossen. Der Block III-Marschflugkörper ist mit einem panzerbrechenden Splittergefechtskopf WDU-36/B mit einem Gewicht von 340 kg bestückt. Dieser besteht aus einer Hülle aus Titan und einem Sprengstoffkern aus PBXN-107. Durch den kleineren Gefechtskopf konnte der Kraftstofftank vergrößert werden, was die maximale Reichweite erhöht. Ab 2004 wurden die Block III-Marschflugkörper mit einem 2-Weg-Datenlink nachgerüstet. Die maximale Reichweite beträgt rund 1600 km und es wird ein Streukreisradius (CEP) von rund 10 m erzielt.

### RGM/UGM-109D Tomahawk Block IIB
Ursprünglich wurde diese Ausführung BGM-109D bezeichnet. Im Jahr 1986 wurde die Bezeichnung in RGM/UGM-109D Tomahawk Block IIB bzw. in TLAM-D (Tactical Land Attack Missile Conventional-Dispenser) geändert. Der TLAM-D-Marschflugkörper wurde 1988 bei der United States Navy eingeführt. Er ist baugleich wie der RGM/UGM-109C Tomahawk Block II, verwendet aber als Gefechtskopf 24 Behälter mit insgesamt 166 Stück Streumunition vom Typ BLU-97 oder BLU-114. Die Streumunition wird beim Überfliegen des Zieles seitlich aus dem Marschflugkörper-Rumpf ausgestoßen. Der Abwurf kann im Reihenwurf oder nach einem bestimmten Muster über verschiedenen Zielen erfolgen. Der Marschflugkörper wiegt 1220 kg (ohne Booster) und 1490 kg (mit Booster). Die maximale Reichweite beträgt rund 870 km und es wird ein Streukreisradius (CEP) von 10–15 m erzielt. Insgesamt wurden 1157 TLAM-D produziert.

### RGM/UGM-109D Tomahawk Block III
Bei dieser Version handelt es ich um nachgerüstete RGM/UGM-109D Tomahawk Block II-Marschflugkörper. Die Nachrüstung erfolgte bei McDonnell Douglas und der Block III-Marschflugkörper war 1993 einsatzbereit. Die Nachrüstung beinhaltet u. a. das verbesserte AN/DXQ-2A-DSMAC-System. Zusätzlich wurde an das Navigationssystem ein störungssicherer GPS-Empfänger der 1. Generation angeschlossen. Die maximale Reichweite beträgt rund 870 km und es wird ein Streukreisradius (CEP) von rund 10 m erzielt. Alle TLAM-D wurden später umgebaut und mit WDU-36/B-Splittergefechtsköpfen ausgestattet.

### RGM/UGM-109E Tomahawk Block IV

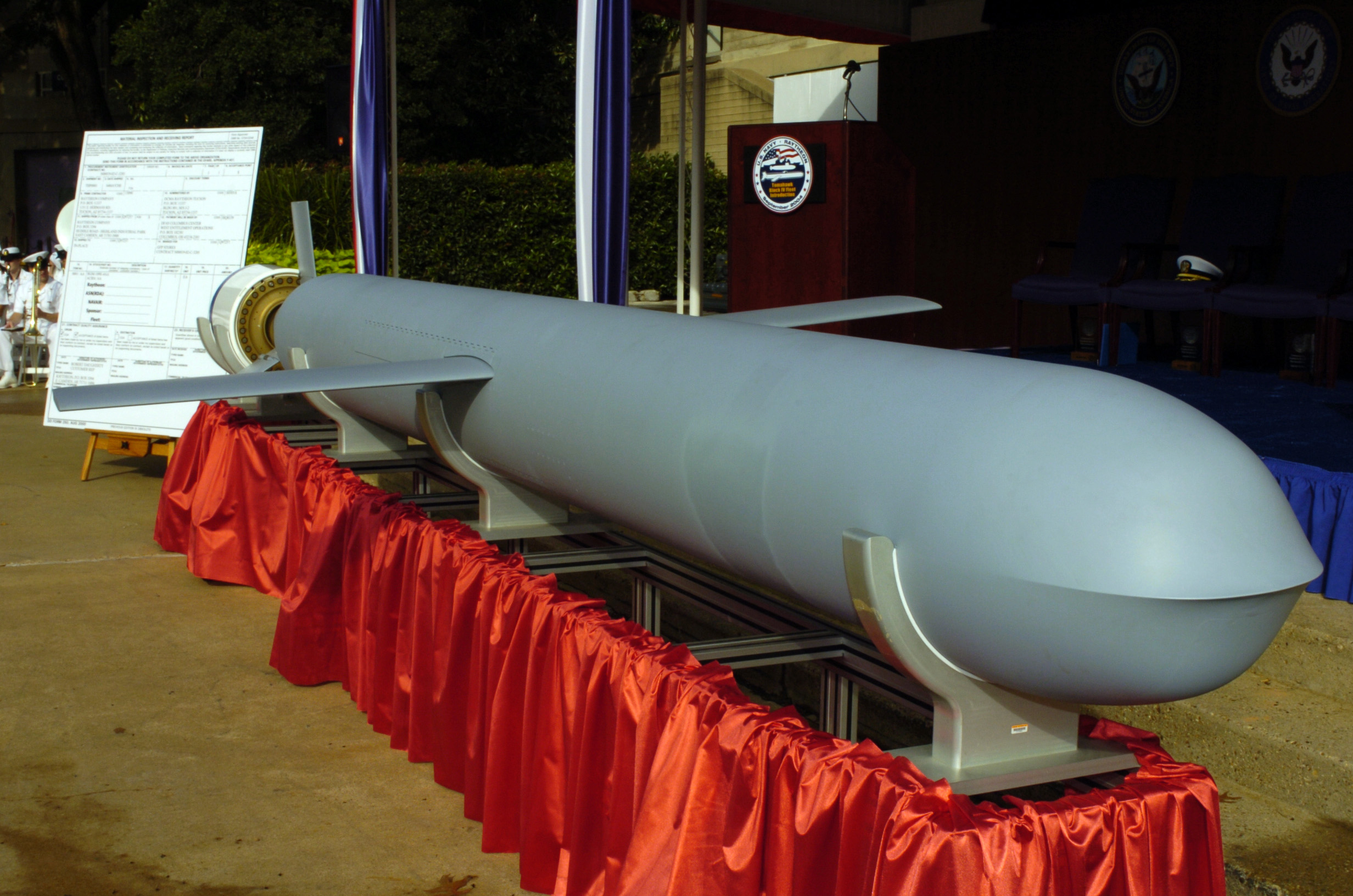
Tomahawk Block IV

Diese Version wird auch Tactical Tomahawk bzw. TacTom bezeichnet. Die Entwicklung begann 1998 bei Raytheon. Das Hauptziel des TacTom-Programms bestand darin, die Produktionskosten gegenüber dem Vorgängermodell um rund die Hälfte zu verringern. Weiter sollten ältere Elektronik-Komponenten durch neuere ersetzt werden und der Marschflugkörper Network-Centric-Warfare-fähig gemacht werden. Der Erstflug erfolgte 2002 und im Jahr 2004 waren die ersten TacTom einsatzbereit. Die Produktion endete im Jahr 2018. Der Marschflugkörper-Rumpf wurde durch die vermehrte Verwendung von Glasfaserverstärktem Kunststoff leichter und am Heck wurden die Steuerflächen von vier auf drei reduziert. Durch den leichteren Rumpf kann der TacTom nicht mehr aus den 533-mm-Standardtorpedorohren von U-Booten gestartet werden. Im TacTom wurde ein neuer störungssicherer 8-Kanal-GPS-Empfänger sowie eine neue Flug- und Navigationssoftware verbaut. Der TacTom wird während dem Marschflug durch INS und GPS gesteuert, so dass kein TERCOM-System mehr benötigt wird. Der Zielanflug erfolgt unterstützt durch GPS mit dem DSMAC-System. Weiter ist ein 2-Weg-Datenlink verbaut, welches eine UHF-Satellitenverbindung nutzt. Der Block IV-Marschflugkörper ist mit einem panzerbrechenden Splittergefechtskopf WDU-36/B mit einem Gewicht von 340 kg bestückt. Angetrieben wird er von einem F415-WR-402-Turbofan mit 5,2 kN Schubkraft. Die maximale Reichweite beträgt rund 1670 km und es wird ein Streukreisradius (CEP) von 5–10 m erzielt. Für den Einsatz wurde auf den Schiffen und U-Booten der United States Navy die Missionsplanungssoftware Tactical Tomahawk Weapon Control System (TTWCS) installiert. Der Tomahawk Block IV kann während des Fluges mittels des 2-Weg-Datenlinks auf ein anderes Ziel umprogrammiert werden oder auf eines von bis zu 15 gespeicherten Alternativ-Zielen ausweichen. Der TacCom kann auch mit reduzierter Fluggeschwindigkeit einige Zeit über dem Zielgebiet kreisen und dabei über das Datenlink Bilder von der bordeigenen Infrarot-Kamera an in die Operationszentrale übertragen.

### RGM/UGM-109M Tomahawk Block Va

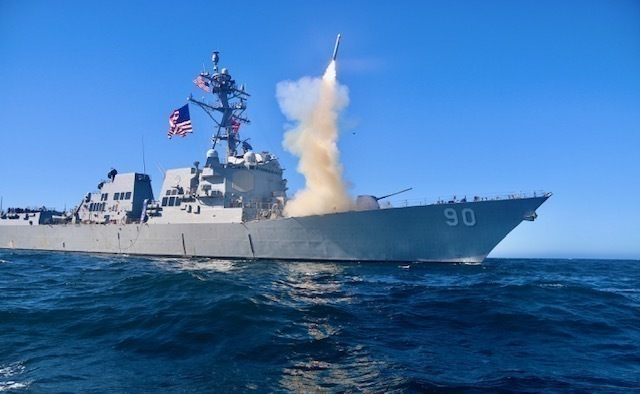
Start einer Tomahawk Block V von der USS Chafee (2020)

Dieser Seezielflugkörper wird auch Maritime Strike Tomahawk (MST) bezeichnet und basiert auf der Ausführung Tomahawk Block Vb. Als Suchkopf wird ein AESA-Radar sowie ein SIGINT-Sensor zur Ortung und Identifizierung von Zielen auf große Distanz verwendet. Weiter wird ein GPS-Empfänger mit einem Selective Availability Anti-Spoofing Module (SAASM) sowie ein 2-Weg-Datenlink verwendet. Als Gefechtskopf ist ein panzerbrechender Splittergefechtskopf mit einem Gewicht von 454 kg verbaut. Bis Ende 2025 sollen 42 Tomahawk Block Va produziert werden. Danach will die United States Navy 1345 Tomahawk Block Va beschaffen.

### RGM/UGM-109M Tomahawk Block Vb
Bei dem Tomahawk Block Vb handelt es sich um eine verbesserte Ausführung des Tomahawk Block IV. Die Marschflugkörper entstanden ab 2021 durch Umbauten älterer Block IV-Marschflugkörper sowie durch Neubauten. Dabei wurden Elektronik und Avionik-Bauteile sowie das Navigationssystem ersetzt. Weiter hat der Tomahawk Block V keinen ausklappbaren Lufteinlass mehr, sondern lediglich eine Öffnung im Rumpf was den Radarquerschnitt weiter reduziert. Für die Triebwerksteuerung wird ein FADEC verwendet, so dass der Marschflugkörper mit unterschiedlichen Geschwindigkeiten fliegen kann. Als Gefechtskopf wird das Joint Multiple Effects Warhead System (JMEWS) mit Splitter- und panzerbrechender Wirkung verwendet. Die Steuerung während dem Marschflug erfolgt mit einem INS mit Laserkreisel sowie einem GPS-Empfänger mit einem Selective Availability Anti-Spoofing Module (SAASM). Der Zielanflug erfolgt unterstützt durch GPS mit einem DSMAC-System. Die maximale Reichweite beträgt über 1670 km und es wird ein Streukreisradius (CEP) von rund 5 m erzielt. Insgesamt sollen 3992 Tomahawk Block IV zur Block V-Variante umgerüstet werden. Der Preis für einen Tomahawk Block V beträgt rund 2 Millionen US-Dollar.

### BGM-109G Gryphon
Der BGM-109G Gryphon wird auch GLCM (Ground-Launched Cruise Missile) bezeichnet. Dies war eine landbasierte Ausführung des RGM-109A Tomahawk Block I. Sie entstand zwischen 1977 und 1984 und wurde im Rahmen des NATO-Doppelbeschlusses in Deutschland, Großbritannien, Italien und in Belgien stationiert. Das gesamte BGM-109G-System war auf Sattelzügen vom Typ MAN gl (Radformel 8×8) installiert. Jeweils vier GLCM waren so auf einer Mobilen Startrampe verbaut. Der GLCM war mit einem W-84-Nukleargefechtskopf mit einer selektierbaren Sprengleistung von 0,2–150 kT bestückt. Die maximale Reichweite betrug rund 2500 km und es wurde ein Streukreisradius (CEP) von 20–90 m erzielt. Alle BGM-190G-Marschflugkörper wurden mit der Umsetzung des INF-Abrüstungsabkommen ausgesondert und bis zum Jahr 1991 verschrottet.

### AGM-109 Tomahawk
Der AGM-109 Tomahawk war eine luftgestützte Variante. Er konnte wahlweise mit einem Nukleargefechtskopf, einem konventionellen Splittergefechtskopf oder Streumunition beladen werden. Die angestrebte Reichweite betrug 2500 km. Die Entwicklung wurde im Jahr 1980 zu Gunsten des AGM-86 ALCM eingestellt.

## Einsatz
- Der erste massive Einsatz von Tomahawks fand 1991 im Zweiten Golfkrieg während der Operation Desert Storm statt. Laut Berichten der United States Navy kamen dabei 297 Tomahawks zum Einsatz. Verwendet wurden 264 TLAM-C und 33 TLAM-D. Von diesen blieben neun in den Abschussrohren stecken und sechs fielen nach dem Start ins Meer, so dass 282 erfolgreich gestartet wurden. Gemäß Angaben der Streitkräfte der Vereinigten Staaten konnten bei den Angriffen 85 % der Ziele zerstört werden. Laut US-Angaben wurden zwei Marschflugkörper durch die Flugabwehr abgeschossen. Der Irak gab 29 Abschüsse bekannt.[10]
- Operation Southern Watch, Januar 1993: 45 Tomahawks gegen Ziele im Irak.[10]
- Operation Bushwhacker, Juni 1993: 23 Tomahawks gegen Ziele im Irak.[10]
- Operation Deliberate Force, September 1995: 13 Tomahawks gegen Flugabwehrstellungen und das Hauptquartier der bosnisch-serbischen Armee in der Nähe von Banja Luka.[10]
- Operation Desert Strike, September 1996: US-Kriegsschiffe und U-Boote feuerten 31 Tomahawks gegen Flugabwehrstellungen und Kommandoposten im Irak ab. Mit Lieutenant Erica Niedermeier feuerte im Persischen Golf erstmals eine Frau von der Laboon einen Tomahawk-Marschflugkörper im Kriegseinsatz ab.[35][36]
- Operation Infinite Reach, August 1998: 13 Tomahawks gegen eine mutmaßliche Chemiewaffenfabrik im Sudan und 60-75 gegen Al-Qaida-Ausbildungslager bei Chost in Afghanistan.
- Operation Desert Fox, 1998: 325 Tomahawks gegen Produktionseinrichtungen von Chemiewaffen und ballistische Raketen im Irak.
- Operation Allied Force, 1999: 218 Tomahawks von US-Kriegsschiffen gegen Ziele in Serbien. Weitere 20 Tomahawks werden von U-Booten der Royal Navy eingesetzt.[10]
- Afghanistankrieg 2001: Einsatz von 50–70 Tomahawks von US-Kriegsschiffen und U-Booten gegen mutmaßliche Stützpunkte der Al-Qaida in Afghanistan. Weiter werden eine unbekannte Anzahl Tomahawks von U-Booten der Royal Navy eingesetzt.[10]
- Operation Iraqi Freedom 2003: 802 Tomahawks gegen Ziele im Irak
- 17. Dezember 2009: Einsatz von vier Tomahawks gegen mutmaßliche Stützpunkte der Al-Qaida im Jemen und Somalia.
- 19. März 2011: Im Rahmen des Internationalen Militäreinsatzes in Libyen wurden zur Durchsetzung der Resolution 1973 des UN-Sicherheitsrates von U-Booten und Zerstörern der US Navy sowie einem U-Boot der Royal Navy 162 Tomahawks eingesetzt. Dabei wurden sowohl die klassische Variante als auch modernere TacToms eingesetzt. Als Ziele wurden hauptsächlich Luftabwehrstellungen und Luftwaffeneinrichtungen ausgewählt. Die nationale US-amerikanische Beteiligung trägt den Namen Operation Odyssey Dawn, die nationale britische Beteiligung Operation Ellamy.[37]
- Am 23. September 2014 wurden von den USS Arleigh Burke und Philippine Sea Tomahawk-Marschflugkörper gegen Ziele in Syrien gestartet. Insgesamt wurden 47 Tomahawk gegen Einrichtungen des Islamischen Staates (IS) eingesetzt.[38][39][40]
- Am 13. Oktober 2016 wurden fünf Tomahawk-Marschflugkörper gegen Ziele in Jemen gestartet. Der Start erfolgte ab dem Zerstörer USS Nitze gegen Radarstationen der Huthi. Der Angriff war eine Reaktion auf die am Vortag von den Huthi gegen Schiffe der US Navy gestarteten Seezielflugkörper.[41]
- Beim Luftangriff auf den Militärflugplatz asch-Schaʿirat am 7. April 2017 ließ US-Präsident Donald Trump 59 Tomahawk-Marschflugkörper von den Schiffen Porter und Ross auf den Militärflugplatz asch-Schaʿirat, etwa 30 km südöstlich von Homs feuern. Dies war eine Reaktion auf den am 4. April 2017 angeblich mit chemischen Kampfstoffen durchgeführten Angriff der syrischen Armee auf die Provinz Idlib in Syrien. Syrien und sein Verbündeter Russland bestritten den Einsatz derartiger Waffen und verwiesen auf ein getroffenes Waffenlager der Rebellen.[42][43]
- Während den Raketenangriffen auf Huthi-Kräfte im Jemen 2024 starteten am 11. Januar 2024 drei Zerstörer der Arleigh-Burke-Klasse sowie ein U-Boot der Ohio-Klasse 80 Tomahawks gegen Ziele der Huthi in Jemen.[44][45]
- Im Rahmen der Operation Midnight Hammer am 22. Juni 2025 wurden 30 Tomahawks aus U-Booten gegen das Nuklearforschungszentrum Isfahan sowie die Atomanlage Natanz eingesetzt.[46]

## Stationierung in Deutschland ab 2026

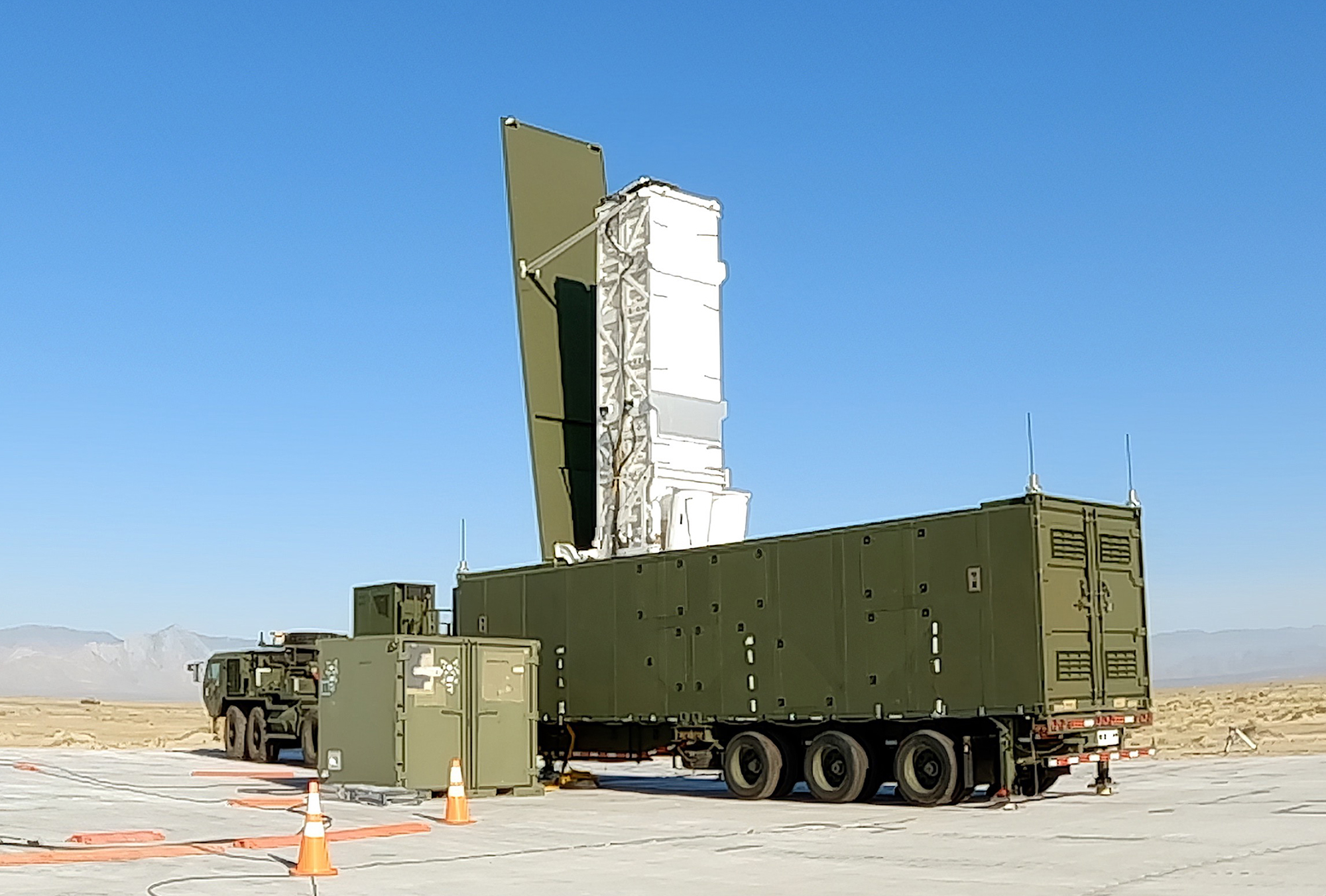
Typhon Mid-Range Capability (MRC): M983 und Auflieger mit Mk-70-Mod-1-VLS-Senkrechtstartanlage für 4 Tomahawk- oder SM-6-Raketen

Um dem INF-Vertrag von 1987 nachzukommen, wurden bis zur Vertragsfrist vom 1. Juni 1991 alle nuklearen bodengestützten ballistischen Raketen und Marschflugkörper mit einer Reichweite von 500 bis 5500 km aus Europa abgezogen oder vernichtet. Darunter fielen auch die landbasierten Tomahawk-Marschflugkörper BGM-109G Gryphon mit Nukleargefechtsköpfen.
Am 10. Juli 2024 gaben die USA und Deutschland eine gemeinsame Erklärung ab, dass ab 2026 beginnend Typhon-Raketenwerfer mit SM-6, Tomahawk Block V und einer in Entwicklung befindlichen Hyperschallwaffe (Dark Eagle) in Deutschland stationiert werden sollen. Dies wird als direkte Reaktion auf die Ankündigung des russischen Präsidenten Wladimir Putin gesehen, die Produktion und weltweite Stationierung von Mittelstreckenraketen wieder aufnehmen zu wollen. Im Gegensatz zu den als nuklear aufrüstbar geltenden russischen Marschflugkörpern und den im Kalten Krieg in Europa stationierten nuklearen BGM-109G Gryphon-Marschflugkörpern sind die neuen Tomahawk Block V-Marschflugkörper nicht mit Nukleargefechtsköpfen bestückt.

## Nutzer
- Australien – 20 Tomahawk IV sowie 200 Tomahawk V im Jahr 2023 für 895 Mio. US-Dollar bestellt.[52] Für den Einsatz ab den U-Booten der AUKUS-Klasse und den Zerstörern der Hobart-Klasse.[53]
- Japan – Im Jahr 2022 hat der japanische Premierminister Fumio Kishida in den USA eine Ausfuhrgenehmigung für 400 Tomahawk-Marschflugkörper beantragt. Insgesamt wollen die Selbstverteidigungsstreitkräfte 200 Tomahawk Block IV sowie 200 Tomahawk Block V für 2,35 Mrd. US-Dollar beschaffen.[54] Eine erste Lieferung ist für die Jahre 2026–27 angedacht.[29][55][56]
- Niederlande – Im April 2025 bestellte die Niederlande 12 Tomahawk IV und 163 Tomahawk V für 2,16 Mrd. US-Dollar. Diese sollen bei der Koninklijke Marine auf den Schiffen der De-Zeven-Provinciën-Klasse, den zukünftigen Luftverteidigungsfregatten sowie auf den geplanten U-Booten der Orka-Klasse zum Einsatz kommen.[32][57][58][59]
- Vereinigte Staaten – Seit 1983 im Bestand.
  - US Air Force: 443 (ausgemustert)
  - US Army: 30 bestellt
  - US Marine Corps: 54 bestellt
  - US Navy: >4000
- Vereinigtes Königreich – Im Jahr 1995 bestellte die Royal Navy 65 Tomahawk Block III. Im Jahr 2001 erfolgte eine weitere Bestellung für 48 Tomahawk Block III. Im Jahr 2014 wurden 65 Tomahawk Block IV bestellt.[60] Diese wurden ab 2024 zur Version Tomahawk Block V nachgerüstet.[61]